# مصطفي سنجاري
مصطفي سنجاري (بالفرنسية: Mustapha Sangaré)‏ هو لاعب كرة قدم فرنسي في مركز الهجوم، ولد في 24 ديسمبر 1998 في باريس في فرنسا.

## وصلات خارجية
- مصطفي سنجاري على موقع قاعدة بيانات كرة القدم.إي يو (الإنجليزية)
- مصطفي سنجاري على موقع ليكيب (الفرنسية)
- مصطفي سنجاري على موقع Soccerway.com (الإنجليزية)